# Stazione di Pian di Venola
Stazione di Pian di Venola vasútállomás Olaszországban, Marzabotto településen.

## Vasútvonalak
Az állomást az alábbi vasútvonalak érintik:
- Porrettana-vasútvonal

## Kapcsolódó állomások
A vasútállomáshoz az alábbi állomások vannak a legközelebb:
- Stazione di Pioppe di Salvaro
- Stazione di Marzabotto